# 石鼓鄉 (鄰水縣)
石鼓鄉（石鼓公社、新華公社），是四川省鄰水縣下轄的一個鄉級行政單位。轄觀音村、店子村、螺絲溝村（光華）、七星村、解偉村。

## 沿革
1953年12月21日，七星鄉人民政府改稱石鼓鄉人民政府。1956年1月16日，石鼓鄉併入九龍鄉，石鼓鄉人民政府撤銷。1961年8月31日，原石鼓鄉所屬地域又從九龍人民公社划出，新建石鼓人民公社。1966年5月「文革」開始後，石鼓人民公社工作受到干擾。1967年1月，為了破「四舊」，石鼓人民公社改稱新華人民公社。3月，由公社武裝幹部和群眾代表主持成立了新華人民公社生產辦公室，負責公社日常工作。1968年兒月18日，經縣人武部黨委批准，新華人民公社革命委員會成立。1973年5月12日．經地革委批准新華人民公社革命委員會恢復稱石鼓人民公社革命委員會。
1976年10月文化大革命後，石鼓人民公社的行政組織機構仍然是革命委員會。1981年3月，縣委決定撤銷石鼓人民公社革委會，建立石鼓人民公社管理委員會，管委會設正、副主任。1984年1月，根據中共中央體制改革要求，縣委又決定撤銷石鼓人民公社管委會，建立石鼓鄉人民政府。